# Operophtera brunnea
Operophtera brunnea là một loài bướm đêm trong họ Geometridae.